# ألبرت كانيه
ألبرت كانيه (بالفرنسية: Albert Canet)‏ مواليد 17 أبريل 1878 في لندن - الوفاة 25 يوليو 1930 في باريس، كان لاعب كرة مضرب فرنسي. سبق أن شارك في دورة الألعاب الأولمبية الصيفية وفاز بميداليتين برونزيتين.

## الميداليات
| الميدالية | المسابقة                       |
| --------- | ------------------------------ |
| برونزية   | الألعاب الأولمبية الصيفية 1912 |
| برونزية   | الألعاب الأولمبية الصيفية 1912 |

## روابط خارجية
- ألبرت كانيه على موقع الاتحاد الدولي لكرة المضرب (الإنجليزية)
- ألبرت كانيه على موقع اللجنة الأولمبية الدولية (الإنجليزية)
- ألبرت كانيه على موقع أوليمبيديا (الإنجليزية)